# Dorothy Gish
Dorothy Elizabeth Gish (Massillon, Ohio; 11 de marzo de 1898-Rapallo; 4 de junio de 1968) fue una actriz estadounidense.

## Biografía
Hija de Mary Robinson Gish —de soltera McConnell— y James Leigh Gish, hermana de la famosa Lillian Gish, Dorothy empezó a actuar después de la marcha de su padre. Con tan solo un año, en 1899, subió por primera vez a un escenario de teatro, trece años después debutó en cine de la mano de David Wark Griffith y Mary Pickford, siempre acompañada de su hermana, en el corto An Unseen Enemy.
Hizo más de cien cortos cómicos en la época en los que estos constituían la mayoría del cine, en los años 1910, quedándose encasillada en papeles de jovencitas francesas. Judith de Betulia (1914) fue la película que la lanzó al estrellato. En 1920, junto con Lillian, dirigió Remodeling her husband, película en la que conoció al actor James Rennie, con quien se casó en el mismo año en una ceremonia compartida con Constance Talmadge y John Pialoglou.
A pesar de que su film Nell Gwynne (1926) fue un éxito, al año siguiente protagonizó su última película, Madame Pompadour. A partir de entonces, se retiraría a vivir a Inglaterra, apareciendo en contadas ocasiones en cameos en películas sonoras y consagrando el resto de su vida al teatro.
Murió en Liguria, Italia, a los 70 años, aquejada de neumonía.

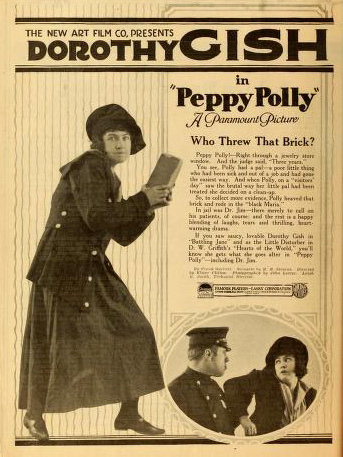
Peppy Polly (1919)
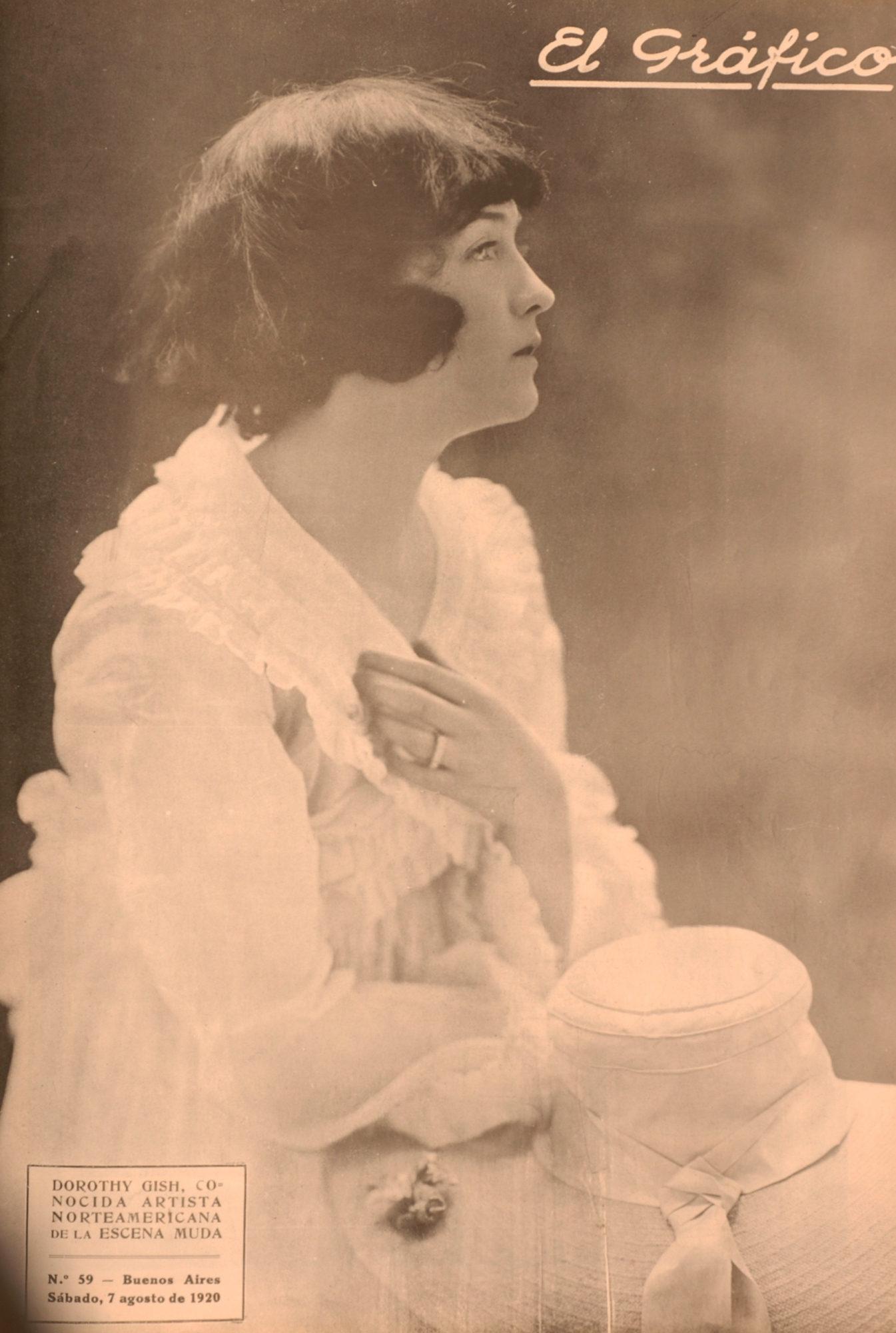
En la portada de El Gráfico (1920)

## Filmografía parcial
| Año  | Title                        | Papel                                 | Notas                                             |
| ---- | ---------------------------- | ------------------------------------- | ------------------------------------------------- |
| 1912 | An Unseen Enemy              | La hermana                            |                                                   |
| 1912 | Two Daughters of Eve         | En multitud de teatro                 |                                                   |
| 1912 | So Near, Yet so Far          | Una amiga                             | Copia en el Museum of Modern Art                  |
| 1912 | The Painted Lady             | Belle en el festival del helado       |                                                   |
| 1912 | The Musketeers of Pig Alley  | Mujer de pelo muy rizado en la calle  | Copia en la Biblioteca del Congreso de los EE.UU  |
| 1912 | Gold and Glitter             | En la calle                           |                                                   |
| 1912 | My Baby                      | Invitada en la boda                   | Copia en el Museum of Modern Art                  |
| 1912 | The Informer                 | La chica del sur                      | Copias en la Biblioteca del Congreso de los EE.UU |
| 1912 | Brutality                    |                                       |                                                   |
| 1912 | The New York Hat             |                                       |                                                   |
| 1912 | My Hero                      | La joven mujer                        |                                                   |
| 1912 | The Burglar's Dilemma        | Bienqueriente del cumpleaños          |                                                   |
| 1912 | A Cry for Help               | Testigo del accidente                 |                                                   |
| 1913 | Oil and Water                | In first audience                     |                                                   |
| 1913 | Broken Ways                  | En la oficina de telégrafos           |                                                   |
| 1913 | The Perfidy of Mary          | Rose                                  |                                                   |
| 1913 | The Lady and the Mouse       | La segunda hermana                    |                                                   |
| 1913 | Just Gold                    | La hermana del amor                   |                                                   |
| 1913 | Red Hicks Defies the World   | El amor de Hicks                      |                                                   |
| 1913 | The Vengeance of Galora      |                                       | Sin confirmar                                     |
| 1913 | The House of Discord         | La hija                               | Copia en el Museum of Modern Art                  |
| 1913 | Almost a Wild Man            | Sra. Smart / Patrón secundario        |                                                   |
| 1914 | Her Father's silent partner  |                                       |                                                   |
| 1914 | Judith of Bethulia           | La mendiga coja                       |                                                   |
| 1914 | The Floor Above              | Stella Ford                           |                                                   |
| 1914 | Home, Sweet Home             | Hermana de la amada de Payne          |                                                   |
| 1914 | The Rebellion of Kitty Belle |                                       |                                                   |
| 1914 | The Sisters                  | Carol                                 |                                                   |
| 1915 | How Hazel Got Even           | Hazel                                 |                                                   |
| 1915 | His Lesson                   | Participante en la escena de la mafia |                                                   |
| 1915 | Jordan Is a Hard Road        | Cora Findley                          | Película perdida                                  |
| 1915 | Old Heidelberg               | Katie Huder                           |                                                   |
| 1916 | Gretchen the Greenhorn       | Gretchen Van Houck                    |                                                   |
| 1916 | Betty Of Greystone           | Betty Lockwood                        |                                                   |
| 1916 | The Children of the Feud     | Sairy Ann                             | Película perdida                                  |
| 1916 | The Little School Ma'am      | Nan                                   |                                                   |
| 1917 | Stage Struck                 | Ruth Colby                            | Copia en la biblioteca del Congreso de los EE.UU  |
| 1917 | Her Official Fathers         | Janice                                | Película perdida                                  |
| 1917 | The Little Yank              | Sallie Castleton                      |                                                   |
| 1918 | Hearts of the World          | La pequeña perturbadora               | Copia en Cohen Media Group                        |
| 1918 | Battling Jane                | Jane                                  | Película perdida                                  |
| 1918 | The Hun Within               | Beth                                  | Copia en la Cinémathèque Française                |
| 1918 | The Hope Chest               | Sheila Moore                          | Película perdida                                  |
| 1919 | Boots                        | Boots                                 | Película perdida                                  |
| 1919 | Peppy Polly                  | Polly                                 | Película perdida                                  |
| 1919 | I'll Get Him Yet             | Susy Faraday Jones                    | Película perdida                                  |
| 1919 | Nobody Home                  | Frances Wadsworth                     | Película perdida                                  |
| 1920 | Remodeling Her Husband       | Jane Wakefield                        | Película perdida                                  |
| 1920 | Flying Pat                   | Patricia Van Nuys                     | Copia en la Cinémathèque Française                |
| 1921 | Orphans of the Storm         | Louise Girard                         |                                                   |
| 1922 | The Country Flapper          | Jolanda Whiple                        | Película perdida                                  |
| 1923 | Fury                         | Minnie                                | Película perdida                                  |
| 1923 | The Bright Shawl             | La Clavel                             |                                                   |
| 1924 | Romola                       | Tessa                                 |                                                   |
| 1925 | The Beautiful City           | Mollie                                |                                                   |
| 1925 | Clothes Make the Pirate      | Betsy Tidd                            | Película perdida                                  |
| 1925 | Ben-Hur                      | Chariot Race Spectator                |                                                   |
| 1926 | Nell Gwyn                    | Nell Gwyn                             |                                                   |
| 1926 | London                       | Mavis Hogan                           | Película perdida                                  |
| 1926 | Camille                      | Grace                                 |                                                   |
| 1927 | Madame Pompadour             | Madame Pompadour                      |                                                   |
| 1927 | Tip Toes                     | Tiptoes Kay                           | Película perdida                                  |
| 1930 | Wolves                       | Leila McDonald                        |                                                   |
| 1946 | Centennial Summer            | Sra. Rogers                           |                                                   |
| 1951 | The Whistle at Eaton Falls   | Sra. Doubleday                        |                                                   |
| 1963 | The Cardinal                 | Celia                                 |                                                   |